# Пастка (фільм СРСР, 1989)
«Пастка» («Cursa») — радянський художній фільм 1989 року, знятий режисером Борисом Конуновим на кіностудії «Молдова-фільм».

## Сюжет
Дія фільму відбувається у Бессарабії влітку 1944 року, коли фашистські та румунські війська вже покинули цей край, а радянські ще не вступили на безсарабську землю. Минуле Раду виникає у коротких ретроспекціях і стає зрозумілим — від чого біжить вчитель разом із дружиною. Романтичний юнак, захоплений світлими ідеалами першої у світі соціалістичної держави, наважився бігти туди, для чого перелетів літаком через кордон. До того ж він повинен попередити своїх далеких друзів, що проти них готується війна, вже згруповані на кордоні війська і все готове до нападу. Але Раду не встигає сказати про це. Далі — арешт, допити, в'язниця, ешелон із такими ж жертвами, як він сам. І лише випадковість допомагає герою повернутися додому.

## У ролях
- Борис Бекет — отець Володимир
- Світлана Тома — Марія
- Стефан Данаїлов — головна роль
- Влад Друк — головна роль
- Володимир Матюхін — роль другого плану
- Геннадій Сайфулін — слідчий
- Юхим Лазарев — роль другого плану
- Раду Константин — роль другого плану
- Ніна Доні — роль другого плану
- Михайло Міліков — роль другого плану
- Ф. Змеу — роль другого плану
- Юрій Чупрін — роль другого плану
- Домника Дарієнко — мати Марії
- Васіле Константин —епізод
- Васіле Тебирце — епізод
- Любомир Йорга — епізод
- Андрій Порубін — епізод

## Знімальна група
- Режисер — Борис Конунов
- Сценаристи — Ауреліу Бусуйок, Борис Конунов
- Оператор — Вадим Яковлєв
- Композитор — Валентин Динга
- Художник — Станіслав Булгаков